# Danny Murphy
Daniel Benjamin "Danny" Murphy (Chester, 18 de março de 1977) é um ex-futebolista inglês que atuava como meio-campista. 
Foi eleito duas vezes jogador do mês, uma vez com o Liverpool e outra com o Charlton Athletic.